# Rinus Israël

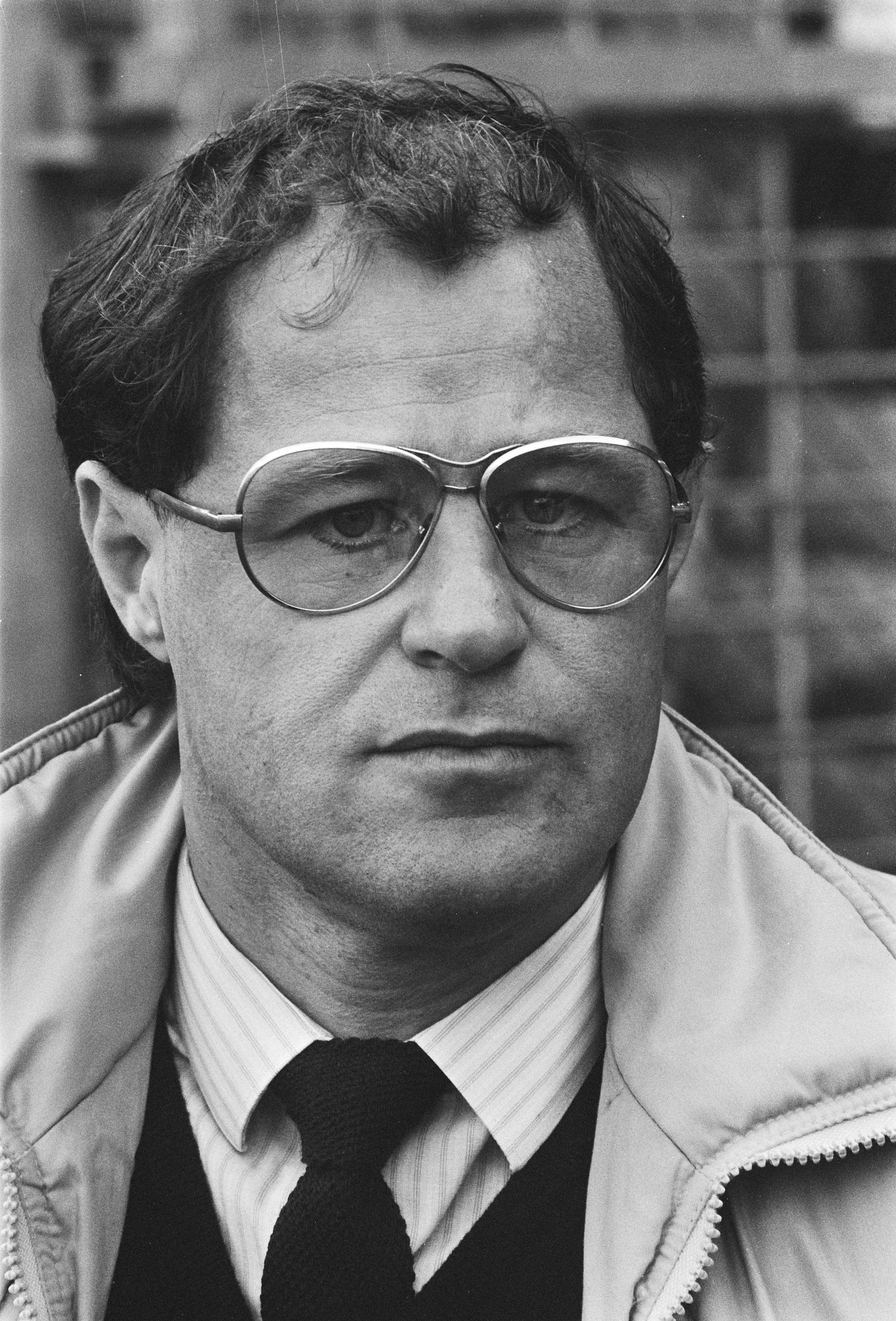
Rinus Israël, 1982

Marinus David „Rinus“ Israël (* 19. März 1942 in Amsterdam; † 1. Juli 2025) war ein niederländischer Fußballspieler und -trainer. Er wurde mit Amsterdamsche FC DWS einmal und mit Feyenoord Rotterdam dreimal Niederländischer Meister. Mit Feyenoord gewann er außerdem den Europapokal der Landesmeister, den Weltpokal, den UEFA-Pokal und den KNVB-Pokal. Mit der Nationalmannschaft wurde er Vizeweltmeister 1974. Als Trainer führte er Dinamo Bukarest zur rumänischen und al-Wahda zur UAE-League-Meisterschaft.

## Vereinskarriere
Israël stammt aus Amsterdam Nord, einer Gegend, in der in seiner Jugend das Leben von der Arbeit in den Schiffswerften bestimmt wurde; einer Wohngegend, in der die Partij van de Arbeid die Mehrheit hat, zu der sich auch der gut verdienende, aber stets bodenständig gebliebene Fußballprofi später öffentlich bekannte. Seine Laufbahn auf dem grünen Rasen begann er bei DWV in Amsterdam. Nach seinem Wechsel zu DWS stieg der Abwehrspieler in seiner ersten Saison 1962/63 mit der ersten Mannschaft in die Eredivisie auf. Hier spielte er mit seinem Schwager Joop Burgers zusammen, der ebenfalls Nationalspieler werden sollte. Mit Daan Schrijvers bildete er die Innenverteidigung der Mannschaft. Schon in der folgenden Spielzeit wurde der Aufsteiger niederländischer Meister; die Saison danach beendete der Titelverteidiger als Zweiter hinter Feyenoord und im Europapokal kam er bis ins Viertelfinale gegen Vasas Győr. Danach blieb Israël ein weiteres Jahr bei den Amsterdamern, ehe er 1966 für die damalige Rekordsumme vom 450.000 Gulden nach Rotterdam wechselte. 

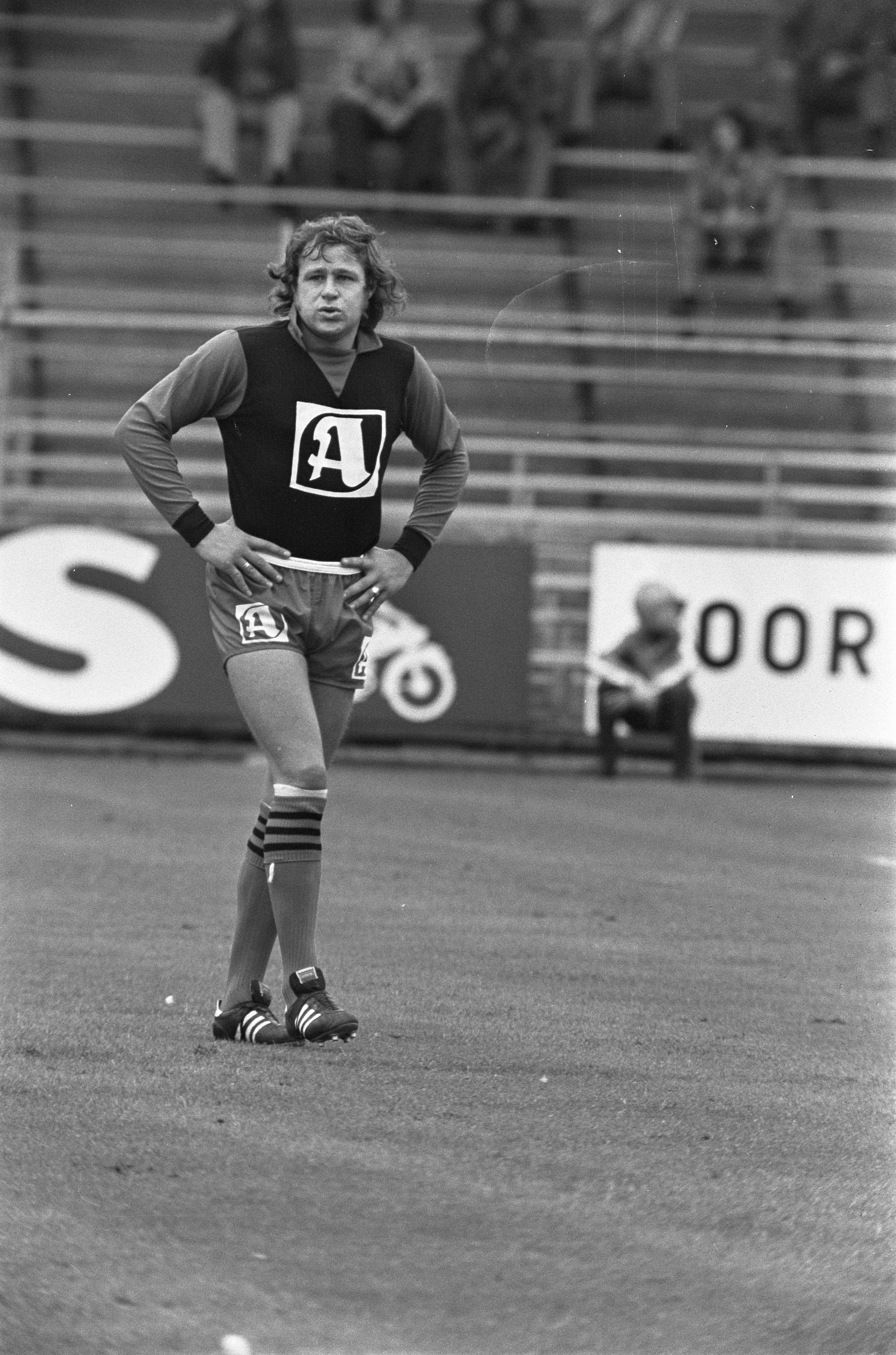
Rinus Israël, 1974

Zwischen 1968 und 1974 waren das Aufbauspiel und die zielsicheren Pässe des technisch versierten Liberos Israël Garanten für die erfolgreiche Zeit der Rotterdamer, mit denen er in der Saison 1968/69 das Double aus Meisterschaft und Pokal gewann. Ĳzeren Rinus, der „eiserne Rinus“ wurde der robuste und harte Spieler genannt – Fotograf Fjodor C. Bois porträtierte ihn in späteren Jahren in einer Ritterrüstung. Israël und Vorstopper Theo Laseroms (Spitzname: de Tank, „der Panzer“) gaben unter Trainer Ernst Happel in dessen defensiver Spielweise ein „zuverlässiges und gefürchtetes Verteidigerduo“ ab. Auf einer Liste des KNVB werden die beiden – hinter Ruud Krol – auf Platz zwei und drei der härtesten Spieler der Niederlande geführt. Rob Jacobs, in den 1960er Jahren Mittelstürmer bei XerxesDZB, verstieg sich zu der Bemerkung: 

„Man konnte einfacher aus der DDR nach Westdeutschland flüchten, als an den beiden vorbeizukommen.“

Israël führte als Mannschaftskapitän das Feyenoord-Team 1970 zum Europapokalsieg über den bedingungslosen Angriffsfußball der schottischen Mannschaft von Celtic Glasgow: Am 6. Mai 1970 trafen sich die beiden Mannschaften im Mailänder San Siro. Tommy Gemmell hatte die Schotten in Führung gebracht, der „hervorragende“ Israël erzielte nur vier Minuten später das Ausgleichstor per Kopf; er war es auch, der in der zweiten Hälfte der Verlängerung für Torhüter Eddy Pieters Graafland auf der Linie rettete; er war es, der in der 116. Minute mit einem langen Pass aus dem Mittelfeld Ove Kindvall die entscheidende Vorlage zum Siegtreffer lieferte; er war es, der als erster Niederländer die Trophäe entgegennahm. 
Israël war Brillenträger, im Gegensatz zu seinem Mannschaftskameraden Joop van Daele trug er seine Sehhilfe jedoch nicht im Spiel, sodass im Rückspiel um den Weltpokal am 9. September 1970 gegen Estudiantes La Plata nicht seine, sondern nur die Brille des Siegtorschützen van Daele zu Bruch ging: Der Argentinier Oscar Malbernat riss sie ihm aus dem Gesicht und zertrampelte sie mit der Begründung, in Südamerika dürfe man nicht mit Brille spielen. Der Welt- und Europapokalsieger Israël schaffte es bei der Wahl zu Europas Fußballer des Jahres 1970 auf Platz zehn, als zweitbester Niederländer hinter Cruyff.
Ab 1972 hatte Israël Probleme mit den Knien, was ihn mehrmals zu Spielpausen zwang. Mit nur wenigen Einsätzen wurde er 1974 mit Feyenoord erneut Meister. Im UEFA-Pokalwettbewerb konnte er ab der dritten Runde eingesetzt werden und spielte in beiden Finalspielen gegen Tottenham Hotspur, in denen Feyenoord erstmals diesen Pokal gewann. Er gehörte auch zum Kader der Nationalmannschaft bei der Weltmeisterschaft 1974, nach der er zum Lokalrivalen Excelsior wechselte; 1975 wurde er zum niederländischen Spieler des Jahres gewählt. Dennoch ging er in die zweite Liga, die Eerste Divisie, zu PEC Zwolle, wo er weitere sieben Jahre Fußball spielte und mit dem er 1978 in die Eredivisie aufstieg. 1982 beendete er hier, mit 40 Jahren, seine aktive Laufbahn.

### Stationen als Spieler
- DWV Amsterdam (Amateure, bis 1962)
- DWS Amsterdam (Eerste Divisie, 1962; Eredivisie 1963–1966)
- Feyenoord Rotterdam (Eredivisie, 1966–1974) 219 Spiele, 21 Tore[13]
- Excelsior Rotterdam (Eredivisie, 1974/75) 32 Spiele, zwei Tore
- PEC Zwolle (Eerste Divisie, 1975–1978; Eredivisie, 1978–1982)

## Nationalmannschaft
Zum Zeitpunkt der Meisterschaft von DWS hatten nur zwei aktuelle Spieler des Vereins, nämlich Jan Jongbloed und Daan Schrijvers, für die Amsterdamer ein Länderspiel bestritten. Für das erste Match der Elftal in der neuen Saison 1964/65 holte der neue Bondscoach Denis Neville neben Schrijvers auch Israël und Dick Hollander in den Kader. Beide spielten am 30. September 1964 in Antwerpen gegen Belgien, das Spiel ging 0:1 verloren. Während Hollander keine weiteren Einsätze in der Nationalelf verzeichnet, gehörte Israël nunmehr zum Stammpersonal. 
Bei seinem 24. und 25. Einsatz im Herbst 1968 vertrat er erstmals den Spartaner Hans Eijkenbroek als Kapitän des Oranje-Teams, 1970/71 trug er die Kapitänsbinde erneut, insgesamt sieben Mal. In der Qualifikation zur WM 1974 kam er wegen Verletzungen nicht zum Einsatz; Bondscoach „General“ Rinus Michels berief ihn aber in den WM-Kader, obwohl er seit Ende 1971 nur dreimal im Oranje-Trikot hatte auflaufen können. Fast zehn Jahre nach seinem Debüt endete die Länderspielkarriere Israëls bei der Weltmeisterschaft in Deutschland, wo er – da Michels für die Abwehr die Variante mit Ajax-Spieler Arie Haan, eigentlich Mittelfeldakteur, und Israëls zehn Jahre jüngerem Vereinskameraden Wim Rijsbergen vorzog, worüber sich nicht nur Fachleute wunderten – nur noch Ersatzspieler war; ein weiterer Grund war möglicherweise, dass kurz vor der WM-Endrunde Israëls Vater gestorben war. Zu seinem 47. und letzten Einsatz in Oranje wurde er in der Zwischenrunde gegen Brasilien sechs Minuten vor Schluss für Johan Neeskens eingewechselt. Laut Aussage des Deutsch-Holländers Willi „Ente“ Lippens sei Lippens' Karriere in der niederländischen Nationalmannschaft auch am Mobbing der Mannschaftskameraden gescheitert. Israël habe ihn wegen seiner deutschen Mutter als halben Nazi beschimpft

## Trainer
Nach der aktiven Laufbahn begann Israël seine Trainerkarriere als Assistent von Cor Brom bei dem Verein, für den er zuletzt gespielt hatte, PEC Zwolle. Nach zwei Jahren wechselte er 1984 als Cheftrainer zum FC Den Bosch, den er zwei Jahre lang betreute; in beiden Spielzeiten erreichte er mit den ’s-Hertogenboschern Platz sechs. Den Trainerstab dort gab er weiter an Theo de Jong, als er 1986 zu Feyenoord wechselte. Auch in Rotterdam blieb er zwei Saisons, allerdings ohne den erhofften großen Erfolg – in der ersten Saison wurde das Team Dritter, 1988 gab es einen sechsten Platz. Die „zwei schlechtesten Trainer der Eredivisie,“ nannte der damalige Spieler René Hofman Israël und dessen Nachfolger Rob Jacobs rückblickend in einem Interview von 2003, „ein Skandal, dass die beiden als Trainer zu Feyenoord kommen durften“.
Israël wechselte anschließend zu PAOK Thessaloniki, seine erste Station im Ausland. Nach zwei weiteren Jahren beim FC Den Bosch, mit dem er in die Eerste Divisie abstieg, ging er für ein Jahr nach Rumänien, wo er Dinamo Bukarest zur 14. Landesmeisterschaft führte. Von 1992 bis 1996 arbeitete er danach beim KNVB als Jugendtrainer und Assistent der Bondscoaches Dick Advocaat und Guus Hiddink. Hier formte er spätere A-Nationalspieler wie Edgar Davids, Marc Overmars, Marco van Hoogdalem oder Peter Hoekstra. Er übernahm danach für zwei Jahre die Nationalmannschaft von Ghana. 1998 ging er zum Al-Jazira Club und ein Jahr später zu Al Shabab in die Vereinigten Arabischen Emirate; dort übernahm er auch 2000 das Traineramt bei al-Wahda, mit dem er Meister wurde. Nach zweieinhalb Jahren in der Heimat bei ADO Den Haag, wo er das Amt von seinem ehemaligen Nationalmannschaftskameraden Piet de Zoete übernahm und es gemeinsam mit seinem ehemaligen Feyenoord-Kollegen Lex Schoenmaker ausübte, zog es ihn im Dezember 2003 zurück zu al-Wahda. 
Seit 2006 war er als Scout für Feyenoord tätig.

### Stationen als Trainer
- PEC Zwolle (Assistent 1982–1994)
- FC Den Bosch (1984–1986)
- Feyenoord Rotterdam (1986–1988)
- PAOK Saloniki (1988/89)
- FC Den Bosch (1989–1991)
- Dinamo Bukarest (1991/92)
- Niederlande (Jugend- und Co-Trainer 1992–1996)
- Ghana (1996–1998)
- Al-Jazira Club (1998/99)
- Al Shabab (1999/00)
- al-Wahda (2000/01)
- ADO Den Haag (2001–2004)
- Feyenoord Rotterdam (Scout, seit 2006)

## Erfolge
Mit seinen Vereinen
- Weltpokal 1970 (Feyenoord)
- Europapokal der Landesmeister 1969/70 (Feyenoord)
- UEFA-Pokalsieger 1974 (Feyenoord)
- Niederländischer Meister 1964 (DWS), 1969, 1971, 1974 (Feyenoord)
- Niederländischer Pokalsieger 1969 (Feyenoord)

Als Nationalspieler
- 47 A-Länderspiele (drei Tore)
- Vizeweltmeister 1974

Als Trainer
- Rumänischer Meister 1992 (Dinamo)
- Meister der Vereinigten Arabischen Emirate 2001 (al-Wahda)

Persönliche Auszeichnungen
- Platz 10, Ballon d’Or 1970
- Niederländischer Spieler des Jahres 1975

## Privates
Der ehemalige Bauarbeiter war verheiratet mit Greetje, seiner Freundin seit der Grundschule. Glück definierte er folgendermaßen:

„Glück ist für mich: meine Enkelkinder. Gemüse, Kartoffeln, Sauce, ein Kotelett.“

Rinus Israël starb Anfang Juli 2025 im Alter von 83 Jahren.